# Antonín Frič
Antonín Jan Frič (in het Duits: Anton Johann Fritsch, 30 juni 1832 - 15 november 1913) was een Tsjechische paleontoloog, bioloog en geoloog, die leefde tijdens het Oostenrijk-Hongarije-tijdperk. Hij was professor aan de Karelsuniversiteit en later directeur van het Nationaal Museum in Praag. Hij werd beroemd door zijn bijdragen op het gebied van Perm/Carboon ecosystemen.
Hij werd ook bekend door het vinden van fossielen die ooit werden toegeschreven aan dinosauriërs - Albisaurus albinus en Ponerosteus exogyrarum en tot nu toe de enige pterosauriër die bekend is uit de Tsjechische Republiek, Cretornis hlavaci. De pterosauriër was klein met een spanwijdte van ongeveer honderdvijftig centimeter en leefde in het Turonien.
De eerste echte dinosauriër die bekend is uit Tsjechië werd negentig jaar na de dood van Frič (in 2003) ontdekt. Het is een kleine ornithopode uit het Cenomanien.
Fritsch ontving in 1902 de Lyell-medaille van de Geological Society of London.